# Hon-Hergies
Hon-Hergies é uma comuna francesa na região administrativa de Altos da França, no departamento do Norte. Estende-se por uma área de 11.02 km². Em 2010 a comuna tinha 872 habitantes (densidade: 79,1 hab./km²).